# Divisão Nanjing-Wuhan

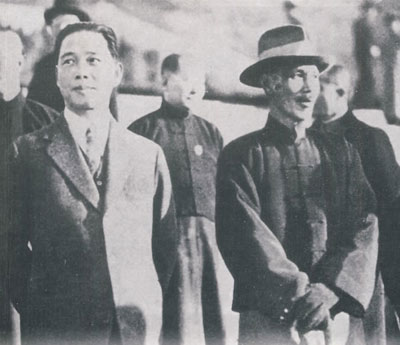
Respectivamente, Wang jingwei e Chiang Kai-Shek, principais figuras de suas facções dentro do KMT.

Dentro da historiografia chinesa, a Divisão Nanjing-Wuhan (Chinês: 寧漢分裂) se refere a divisão do Partido Nacionalista da China (KMT) a partir de Setembro de 1926, após a criação do Governo Nacional de Wuhan, dividindo o KMT entre esquerda e direita. (Ver sobre as Facções do Partido Nacionalista da China)
A Partir de 12 de Março de 1926, após a morte do líder do, Sun Yat-sen, as Facções do KMT passaram a ter uma tensão entre elas, não por causa de ideologias, já que ambas compartilhavam o tridemismo, mas por questões de metodologia. A Facção esquerda acreditava que o melhor método de reunificar a China e derrotar os senhores da guerra, seria continuar a acolher o Partido Comunista da China e seguir a Ideologia Socialista do Kuomintang; a Facção direita acreditava no anticomunismo e que o melhor método para reunificação chinesa seria primeiro reorganizar a economia chinesa, derrotar os comunistas e em seguida reunificar o resto da China. A Divisão entre as facções de direita e esquerda se acirraram depois do Massacre de Xangai de 1927, quando Chiang Kai-Shek, líder do KMT foi expulso e criou um governo rival em Nanquim, chamado de Governo Nacional da República da China, enquanto a esquerda permaneceu na capital nacionalista provisória, em Wuhan, liderados por Wang Jingwei. (Governo Nacional de Wuhan)
O Partido comunista sempre procurou apoiar, de forma reciproca, a facção esquerda, cujo ainda lhe dava suporte, no entanto, os nacionalistas de Wuhan foram dissolvidos após o Golpe de Wuhan em Julho de 1927 e os comunistas se viram forçados a se reorganizar e combate as forças de Chiang Kai-shek, dando um breve inicio da Guerra Civil Chinesa em 1º de Agosto de 1927 com a Revolta de Nanchang.